# 이관호
이관호(李官浩, 1900년 7월 25일 ~ ?)는 일제강점기의 경찰로, 본적은 평안북도 후창군 동신면이다.

## 생애
1922년 8월 20일 조선총독부 평안북도 순사로 임명되었으며, 같은 해 12월 8일까지 순사교습소 교습생을 지냈다. 1923년 8월 8일부터 1930년 3월 11일까지 평안북도 후창경찰서 순사로 근무했고 1930년 3월 11일 평안북도 후창경찰서 포평경찰관주재소 순사로 임명되었다.
1932년 8월 15일부터 9월 5일까지 항일 무장 세력과 교전을 벌여 항일운동가 수십 명을 살상하고 일본군의 항일 무장 세력 소탕 작전에 가담했으며, 1933년 9월 26일 신경쇠약증으로 인해 의원 면직되었다. 1934년 3월 1일 만주국 정부로부터 건국공로장을 받았고, 1934년 4월 29일 일본 정부로부터 훈8등 욱일장을 받았다.
1934년 7월 25일 만주사변에 협력한 공로를 인정받아 일본 정부의 만주 사변 행상에서 훈공 갑(勳功 甲)에 상신되었으며, 1934년 8월 28일 만주 사변 종군 기장에 상신되었다. 1935년 7월 25일 훈공 갑(勳功 甲)을 받았고, 1937년 6월 12일 조선총독부로부터 광업권을 받은 뒤부터 평안북도 후창군 동신면에서 광업에 종사했다. 
친일반민족행위진상규명위원회가 발표한 친일반민족행위 705인 명단에 포함되었다.

## 참고자료
- 친일반민족행위진상규명위원회 (2009). 〈이관호〉. 《친일반민족행위진상규명 보고서 Ⅳ-11》. 서울. 750~761쪽.